# Hellersen
Hellersen (sauerländisch Hiällersen) ist die Bezeichnung eines Stadtteils und gehört zum statistischen Bezirk 10 (Bierbaum / Höh / Hellersen) der Kreisstadt Lüdenscheid im westlichen Sauerland, Nordrhein-Westfalen. Der Ortsteil und der statistische Bezirk liegen im Südosten des zusammenhängend bebauten Stadtgebietes. Der Ortsteil ist vor allem bekannt durch mehrere überregional bedeutende Heilstätten und Kliniken. Seit 2010 werden auch die südwestlich gelegenen Weiler Brenscheid sowie Homert und der Stadtteil Piepersloh mit zum statistischen Bezirk 10 (Bierbaum / Höh / Hellersen) gezählt.

## Geschichte
Gemeinsam mit Wiblingwerde stellte Hellersen im Mittelalter ein Reichsgut dar.  Eine der ältesten schriftlichen Erwähnungen stammt von 1477, als von Hellerdesen die Rede war. Es dürfte sich aber um eine wesentlich ältere, ggf. auf die altsächsische Landnahme im Frühmittelalter zurückgehende Siedlung handeln. Sie lag außerhalb der seit der Stadtgründung bestehenden Feldmark von Lüdenscheid und gehörte zum umgebenden Kirchspiel mit separaten Pfarrämtern. Im Wesentlichen aus dem Kirchspielsgebiet wurde 1843 die Gemeinde Lüdenscheid-Land, Amt Lüdenscheid, gebildet, zu welcher Hellersen fortan gehörte. 1969 erfolgte die Eingemeindung in die Stadt.

## Infrastruktur

### Allgemeine Infrastruktur
Mit Fertigstellung des Klinikneubaus 1986 wurde die vormals in gerader Linie ost-westlich verlaufende Paulmannshöher Straße nördlich um das Krankenhausgelände herum verlegt, wodurch das Dorf Hellersen in eine vorher so nicht gegebene Randlage geriet. Nördlich der alten Ortslage mit noch bewirtschafteter Dorfgaststätte, die zum Hotel erweitert worden ist, befinden sich das Zollamt Lüdenscheid und ein katholischer Kindergarten. Die öffentlichen Einrichtungen der Krankenhäuser werden auch von der Bevölkerung genutzt. Dies galt insbesondere für das Hallenbad der Sportklinik, bis es vor wenigen Jahren geschlossen wurde. Kirchenorganisatorisch gehört Hellersen zur Parochie der „Ev. Apostelkirche Bierbaum“, die die offizielle Bezeichnung „Hellersen-Loh“ trägt.
An der Paulmannshöher Straße 14, im Haus 4 des Klinikums Lüdenscheid, gibt es die städtische Förderschule Michael-Ende-Schule. Die Schule ist eine Bildungseinrichtung für erkrankte Kinder und Jugendliche.
Im Haus 7 des Klinikums Lüdenscheid gibt es zudem die Schule für Krankenpflegeberufe der Märkischen Kliniken GmbH.
Zusätzlich existiert auf dem Klinikumsgelände der Schulort Lüdenscheid des Fachseminars für Altenpflege der Märkische Seniorenzentren GmbH. Dieser ist neben dem Schulort Iserlohn der zweite Standort des Fachseminars für Altenpflege.
Bis August 2014 wurde außerdem ein neues ambulantes Dialysezentrum an der Paulmannshöher Straße 14 errichtet. Es wurde an der Zufahrt zur Notaufnahme des Klinikum Lüdenscheid gebaut. Auf 1560 Quadratmetern stehen dort 38 Dialyseplätze zur Verfügung, zwölf mehr als am vorherigen Standort an der Hohfuhrstraße. Um den Bedürfnissen der Patienten gerecht zu werden, investierte das Klinikum Lüdenscheid insgesamt 3,55 Millionen Euro in den Neubau. Das Richtfest für den Neubau fand im Oktober 2013 statt.

### Kliniken und Heilstätten
In Hellersen befinden sich heute drei unterschiedliche Einrichtungen.

#### Haus Hellersen
Am 1. August 1898 wurde in einiger Entfernung östlich des Dorfes die „Volksheilstätte des Kreises Altena für Lungenkranke“ eröffnet, u. a. auf Initiative von Carl Berg und Gustav Selve. Es handelte sich um die erste derartige Heilstätte in der Provinz Westfalen. In landschaftlich reizvoller und abgeschiedener Lage oberhalb des Bremecke-Tales entstanden die Bauten im Schweizer Sanatoriums-Stil. Deutlich waren Einrichtungen Vorbild, welche Thomas Mann in seinem Roman Der Zauberberg beschrieb. Am 5. Mai 1915 übernahm die Landesversicherungsanstalt (LVA) Westfalen die Heilstätte, wiederum als erste ihrer Art. Seit 1973 befindet sich in den erhaltenen Gebäuden ein Privatsanatorium für psychisch Kranke, das Haus Hellersen.

#### Klinikum Lüdenscheid
Das Klinikum Lüdenscheid besitzt 979 Betten und ist das größte Krankenhaus in Südwestfalen. Als akademische Lehreinrichtung der Hamburger Niederlassung der Universität für Medizin, Pharmazie, Naturwissenschaften und Technik Neumarkt sowie der Universität Bonn bietet es Maximalversorgung. Es ging 1970 aus einer Fusion des Städtischen Krankenhauses an der Philippstraße und des 1946 in der Kaserne Hellersen eingerichteten Kreiskrankenhauses hervorgegangen. Im Zweiten Weltkrieg hatte die Kaserne bereits als Lazarett fungiert. Ab 1986 nutzte die Klinik vorübergehend im Wesentlichen nur den in diesem Jahr eröffnete Neubau in Hellersen. Die Altbauten des Kreiskrankenhauses wurden entgegen den ursprünglichen Plänen bei steigendem Bedarf nach einiger Zeit des Leerstandes allerdings doch wieder in Nutzung genommen. Die integrierte, früher in einem eigenen Gebäude an der Hohfuhrstraße 25 untergebrachte, Kinderklinik hat 74 Betten.

#### Sportklinik Hellersen
1966 entstand ebenfalls an der Paulmannshöher Straße mit der Sportklinik Hellersen eine Fachklinik für Orthopädie und Sportmedizin, deren Träger die Sporthilfe NRW e. V. ist. Sie besitzt nicht zuletzt durch die Vielzahl der hier behandelten Spitzensportler weit überregionale Bekanntheit. Zu dem Leistungsspektrum gehören neben den hochspezialisierten orthopädischen Schwerpunkten auch Fachbereiche wie die Endoprothetik und Schmerztherapie. Walter Schlempp konzipierte den ersten Baukomplex, welcher später erweitert wurde. Mit Sportcasino, einer Gaststätte, Minigolfanlage, Grünanlagen und nicht zuletzt einem Hallenbad entstand ein für die Zeit attraktives Ambiente. Ende September 2013 wurde bekannt, dass die Sportklinik ihre Gebäude demnächst erheblich vergrößern will. Die Bauanträge seien für die Umbaumaßnahmen bereits gestellt worden.

### Ansichten der Klinikbauten

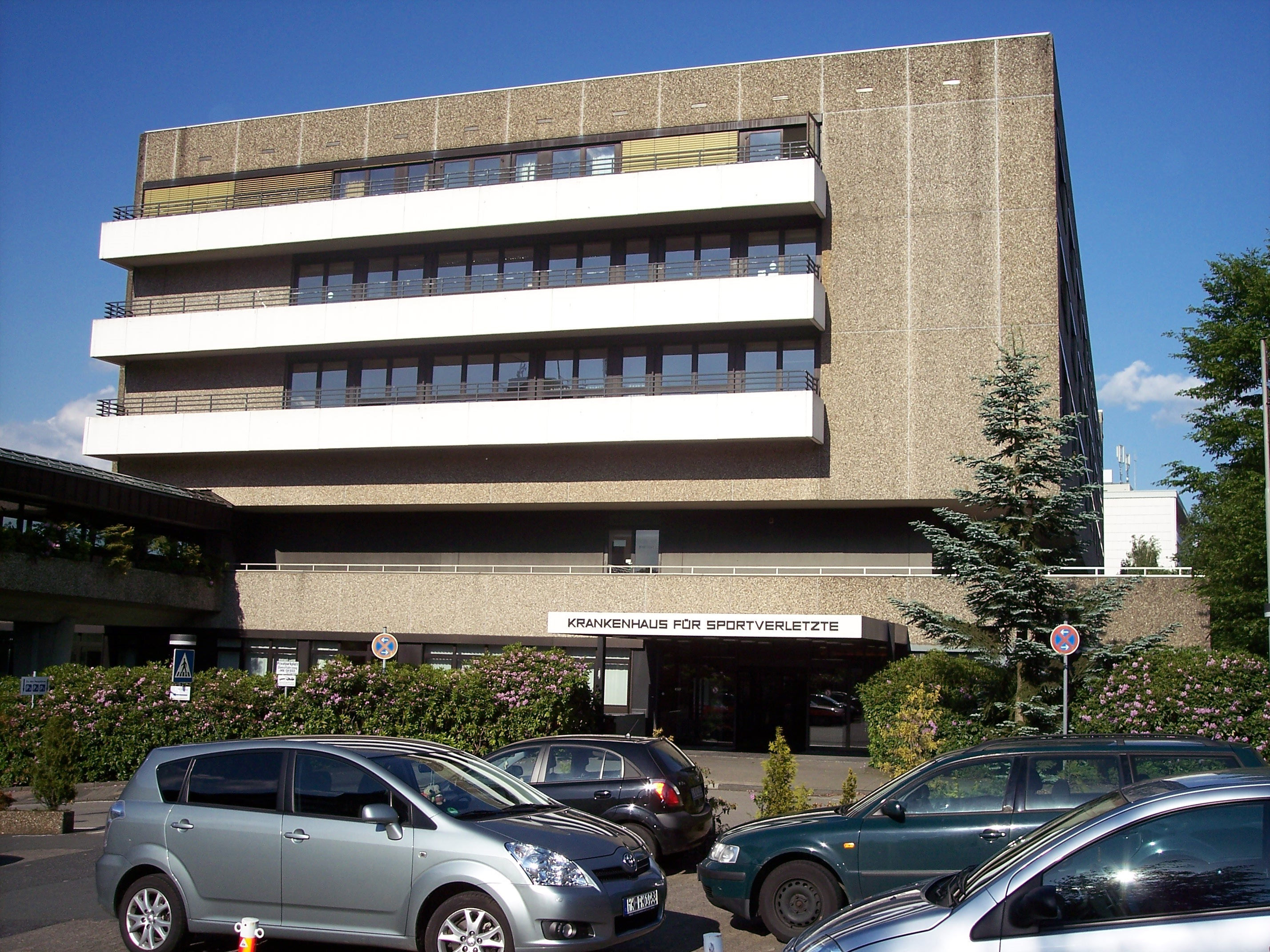
Sportklinik, Hauptgebäude
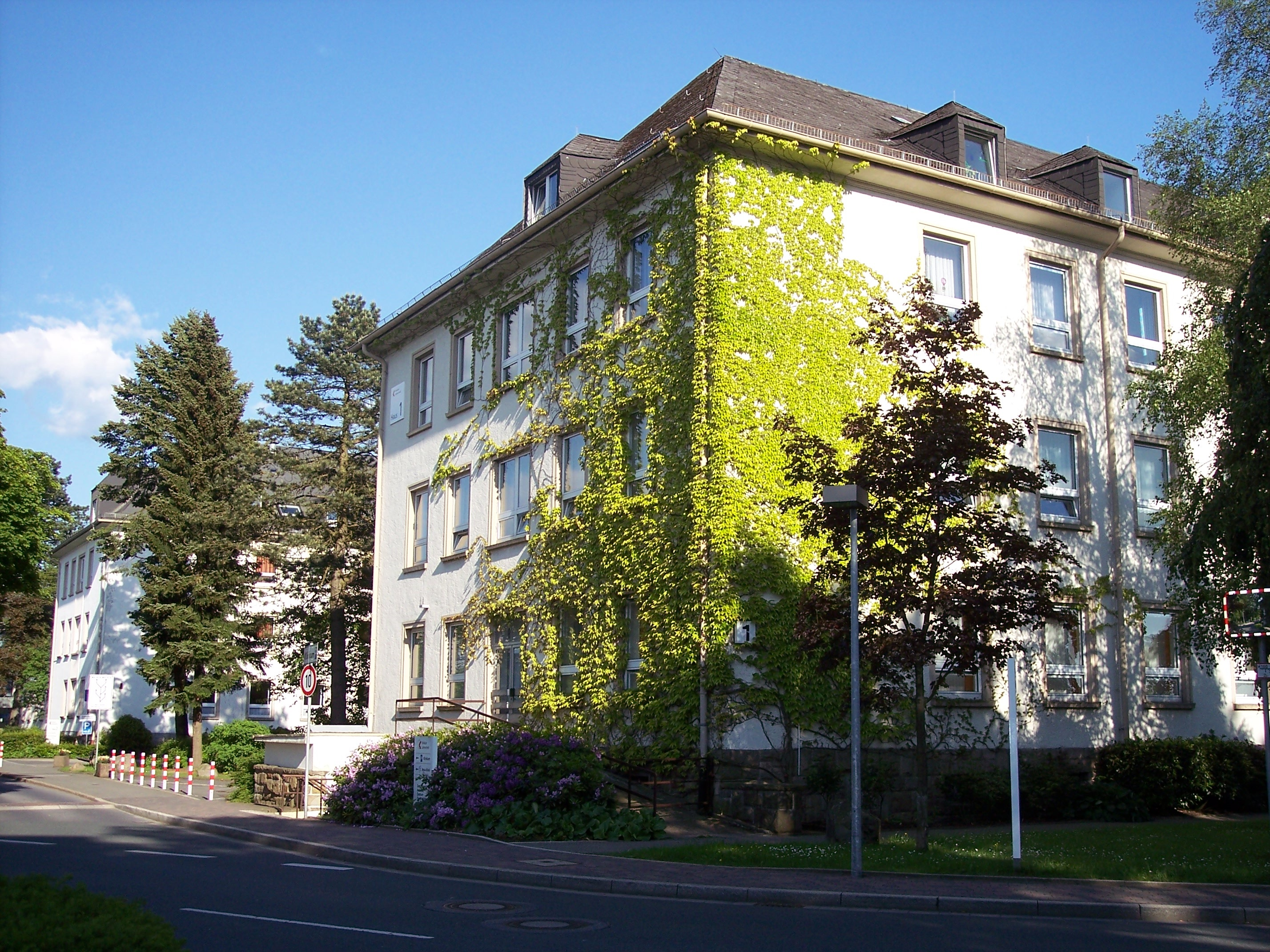
Altbaubereich des Klinikums Lüdenscheid, vormals Kreiskrankenhaus
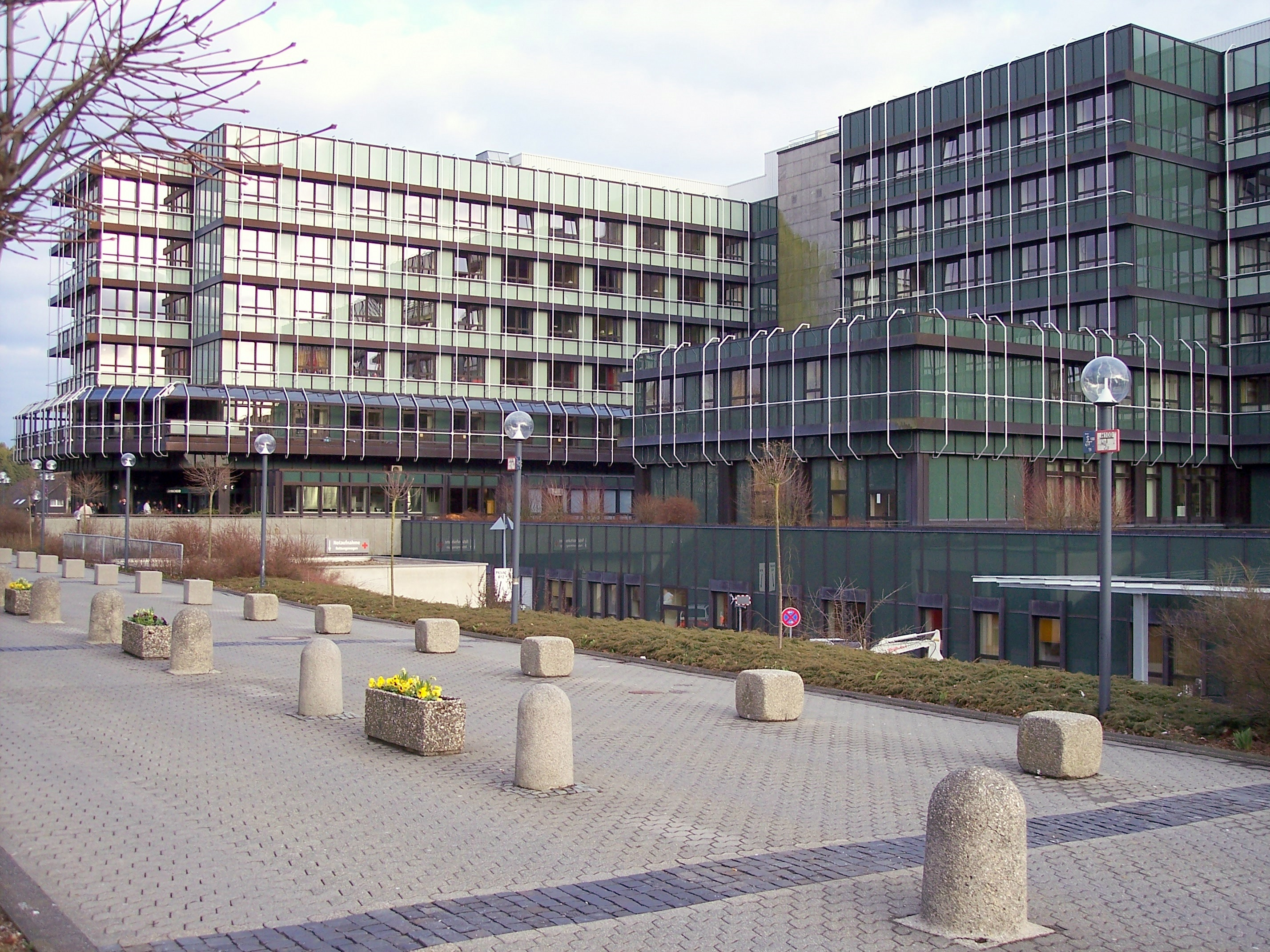
Klinikum Lüdenscheid, Eingangsbereich des Hauptgebäudes
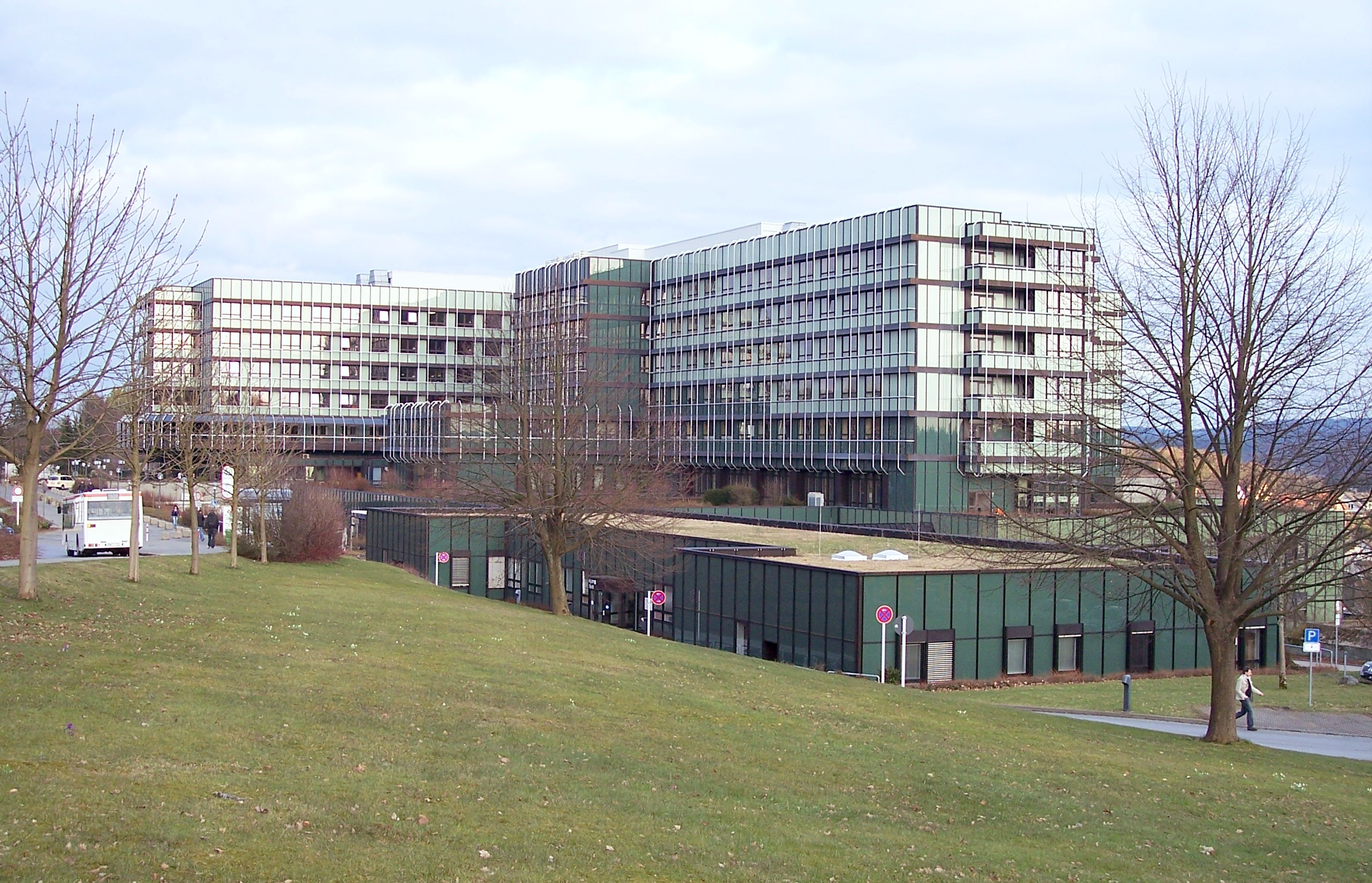
Klinikum Lüdenscheid, Hauptgebäude

## Siedlungsstruktur

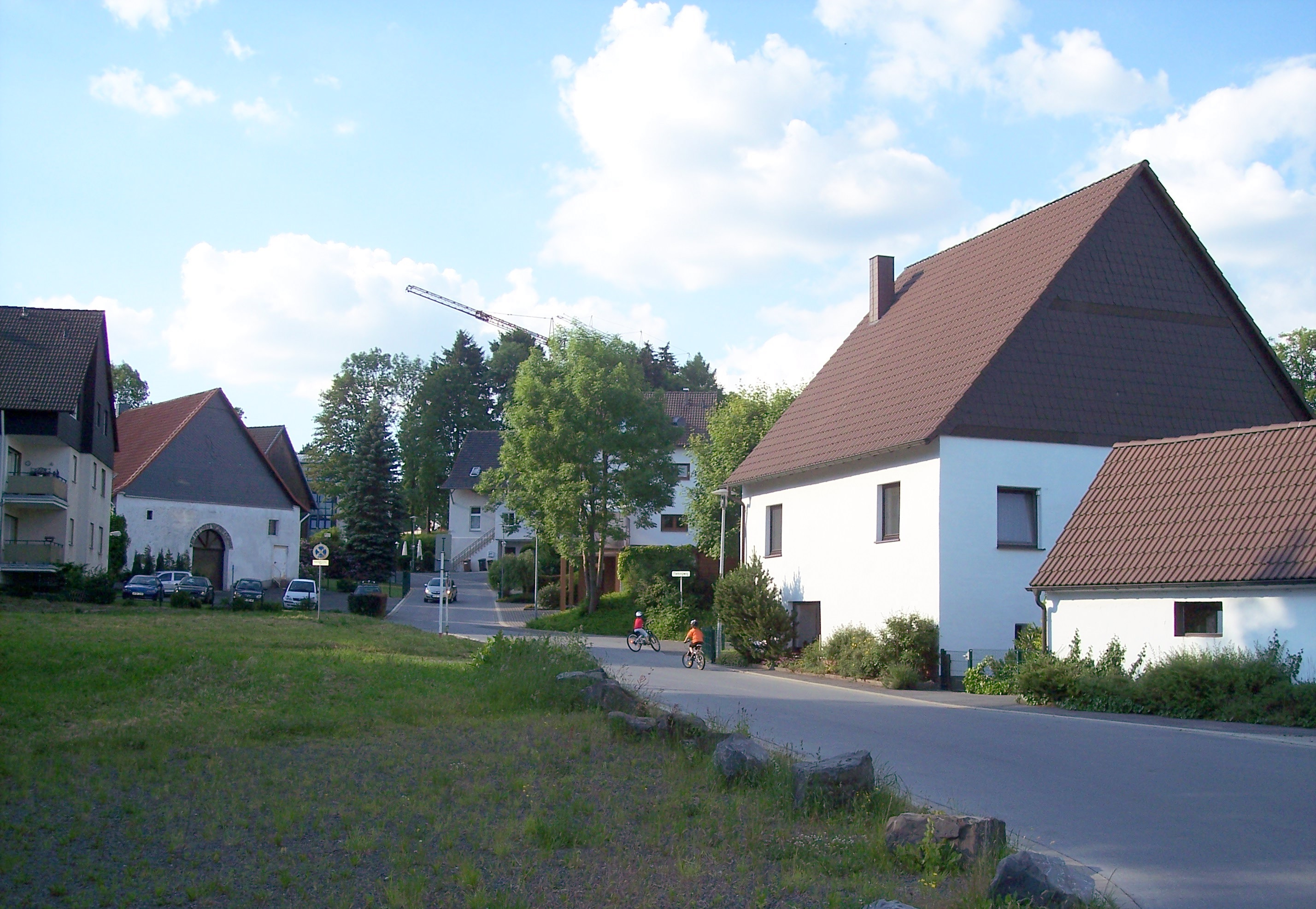
Dorfkern Alt-Hellersen (2009)

Der alte Kern des Dorfes Hellersen hat durch den Abriss eines ortsbildprägenden Hofgebäudes und die Einordnung gestalterisch unpassender Neubauten gelitten, ist aber gleichwohl noch erkennbar. Bemerkenswert sind die teils mehrhundertjährigen Altbaumbestände am westlichen Dorfrand und auf dem angrenzenden Gelände des Klinikums Lüdenscheid. Bis in die 1930er Jahre war das Dorf eingebettet in eine ungestörte, reich gegliederte Kulturlandschaft. Bis 1937 entstand westlich an der Paulmannshöher Straße eine Kaserne der Reichswehr, 1946 in das Kreiskrankenhaus des Kreises Altena umgewandelt. Beginnend mit der Errichtung eines Hochhauses für ein Schwesternwohnheim 1957 erfolgte der Ausbau des Klinikgeländes mit einem Höhepunkt 1986, als der große Klinikneubau eröffnet wurde. Ende der 1960er Jahre entstand darüber hinaus im direkten westlichen Anschluss an das alte Kreiskrankenhaus die Sportklinik Hellersen. Eine erste Wohnsiedlung wurde westlich des alten Dorfes um die Paracelsusstraße bereits in den 1960er Jahren erschlossen. Seit den 1970er Jahren ist der gesamte Bereich nördlich Hellersens bis zur alten Ortslage Kalve mit Industrie- und Gewerbebetrieben bebaut worden. Die Neubausiedlung Hellersen-Süd mit teils gehobenen Einfamilienhäusern entstand seit Ende der 1980er / Anfang der 1990er Jahre. Das alte Dorf ist nunmehr mit der Lüdenscheider Kernstadt zusammengewachsen und komplett von Neubaugebieten umgeben.

## Verkehrsanbindung

### Bahnverkehr
Die nächstliegenden Bahnhöfe sind der Bahnhof Lüdenscheid und der Bahnhof Brügge (Westfalen). Beide sind per Auto oder Bus in wenigen Fahrminuten gut erreichbar.

### Busverkehr
Die Anbindung des Stadtteils an den Öffentlichen Personennahverkehr erfolgt vor allem durch die Buslinien 42, 44, 51, 52, 54, 252 (Wanderbuslinie an Sonntagen), 254 (Schulbuslinie) und N 7 (Nachtbuslinie) der Märkischen Verkehrsgesellschaft (MVG). An der nordöstlich gelegenen Hauptverkehrskreuzung befindet sich außerdem die Bushaltestelle „Höh (Abzw. Klinikum)“, die ein Knotenpunkt zahlreicher innerstädtischer und regionaler Buslinien der Märkischen Verkehrsgesellschaft (MVG) ist.
Weitere wichtige Bushaltestellen des Stadtteils sind: „Sportklinik Hellersen“, „Klinikum Hellersen“, „Abzw. Hellersen“, „Hollweg (Klinikum)“, „Taganrogstraße“, „Europa-Allee“, „Karl-Wessel-Weg“ und „Abzw. Bierbaum“.

### Straßenverkehr
Die Anbindung an das Bundesautobahnnetz erfolgt über die nahegelegenen Abfahrten Nr. 14 Lüdenscheid und Nr. 15 Lüdenscheid-Süd der A 45. Diese führt Richtung Norden nach Hagen und Dortmund sowie in Richtung Süden nach Siegen, Wetzlar, Gießen und Frankfurt am Main. Eine weitere Alternativanschlussstelle ist die Abfahrt Nr. 13 Lüdenscheid-Nord der A 45. Auch die B 229 liegt direkt unterhalb von Hellersen und ist innerhalb weniger Fahrminuten gut erreichbar. Parkpaletten und Parkplätze innerhalb von Hellersen sichern den Autofahrern genügend Parkmöglichkeiten zu.